# Egebjerg Sogn
Egebjerg Sogn ist eine Kirchspielsgemeinde (dän.: Sogn) auf der dänischen Insel Seeland.
Bis 1970 gehörte sie zur Harde Ods Herred im damaligen Holbæk Amt, danach zur Trundholm Kommune im Vestsjællands Amt, die wiederum im Zuge der Kommunalreform zum 1. Januar 2007 in der Odsherred Kommune in der Region Sjælland aufgegangen ist.

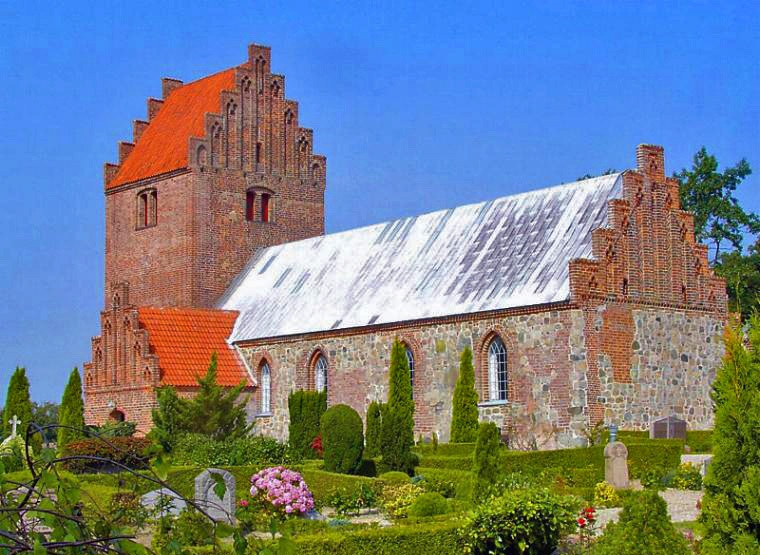
Egebjerg kirke mit Staffelgiebeln

Am 1. Januar 2023 lebten im Kirchspiel 1517 Einwohner, davon 401 im Kirchdorf Egebjerg und 222 in der Ortschaft Strandhuse. Im Kirchspiel liegt die Kirche „Egebjerg Kirke“.
Nachbargemeinden sind im Südwesten Grevinge Sogn, im Westen Vig Sogn und im Nordwesten Nørre Asmindrup Sogn. Im Norden und Osten grenzt das Kirchspiel an den Isefjord, im Süden an den Lammefjord.
Der Findling Lommestenen liegt im Isefjord nahe der Egebjerg kirke.